# Државни удар у Чилеу 1973.
Чилеански државни удар 1973. године представљао је кулминацију вишегодишње политичке кризе у Чилеу, изазване ескалацијом сукоба између левичарског председника Салвадора Аљендеа на једној, и десничарског Националног конгреса (парламента) на другој страни, који је своје корене имао у Аљендеовој намери да у Чиле уведе социјализам. Сукоб, који је захваљујући Хладном рату осим идеолошке и економске имао и међународну димензију, те у коме су Аљендеа подржавали СССР и Куба, а чилеанске десничаре САД, решен је када су чилеанске оружане снаге уз финансијску и пропагандну подршку ЦИА-е, извеле државни удар 11. септембра 1973. године.
Пучисти су за неколико часова успели да преузму надзор над земљом, а Аљенде је извршио самоубиство након што је с највернијим присталицама неколико часова пружао отпор опкољен у председничкој палати. Пучисти, организовани у хунту чији је вођа касније постао Аугусто Пиноче, су потом током следећих неколико дана започели страховладу током које су ухапшене и мучене на десетине хиљада левичара и Аљендеових присталица; при томе је ликвидирано између 1500 и 3000 људи, међу којима је био и низ угледних личности као музичар Виктор Хара. Пиночеов режим је захваљујући томе у корену сасекао покушаје левичара да организовају контра-пуч, односно неутралисао касније покушаје покретања гериле; захваљујући томе је остао на власти све до 1990. године и провео радикалне неолибералне економске реформе које ће касније постати узор многим развијеним државама.
Пуч је, без обзира на то, представљао један од најважнијих, али и најтрауматичнијих догађаја у историји Чилеа, али и шире; светској јавности су размери крвопролића били несхватљиви с обзиром на ранију репутацију Чилеа као оазе стабилности и уредне либералне демократије у Латинској Америци. 